# Габріель Палетта
Габріель Палетта (італ. Gabriel Paletta, нар. 15 лютого 1986, Буенос-Айрес) — аргентинський та італійський футболіст, що грав на позиції захисника, зокрема у складі національної збірної Італії.

## Клубна кар'єра
Народився 15 лютого 1986 року в місті Буенос-Айресі. Вихованець юнацьких команд футбольних клубів «Есперанса» та «Банфілд».
У дорослому футболі дебютував 2004 року виступами за команду клубу «Банфілд», в якій провів два сезони, взявши участь у 42 матчах чемпіонату. Більшість часу, проведеного у складі «Банфілда», був основним гравцем захисту команди.
Протягом 2006—2007 років захищав кольори команди клубу «Ліверпуль», закріпитися в «основі» якого Габріелю не вдалося.
2007 року повернувся на батьківщину, ставши гравцем «Бока Хуніорс». Відіграв за цю команду з Буенос-Айреса наступні три сезони своєї ігрової кар'єри. За цей час виборов титул чемпіона Аргентини, ставав переможцем Рекопи Південної Америки.
До складу італійської «Парми» приєднався 2010 року. Відтоді встиг відіграти за пармську команду понад 100 матчів в національному чемпіонаті.
В лютому 2015 року підписав контракт із клубом «Мілан», проте в команді закріпитись не зумів і вже влітку був відданий на сезон в оренду в «Аталанту». У цій команді протягом сезону мав регулярну ігрову практику, а повернувшись з оренди в сезоні 2016/17 вже був основним гравцем і в «Мілані».
На початку 2018 року перебрався до Китаю, де півтора роки грав за «Цзянсу Сунін».
Восени 2019 року повернувся до Італії і знайшов варіант продовження кар'єри у третьоліговій на той час «Монці». Згодом два сезони провів у її складі вже на рівні Серії B, а в лютому 2023 року оголосив про завершення ігрової кар'єри.

## Виступи за збірні
2005 року  залучався до складу молодіжної збірної Аргентини. На молодіжному рівні зіграв у 7 офіційних матчах. Став переможцем молодіжного чемпіонату світу 2005 року.
Оскільки родина Палетти походила з Італії, він отримав італійське громадянство і право виступів за національну збірну цієї країни. 5 березня 2014 року дебютував у її складі в товариській грі проти збірної Іспанії.

## Статистика виступів

### Статистика клубних виступів
| Сезон                    | Команда                  | Чемпіонат                | Чемпіонат | Чемпіонат | Національний кубок | Національний кубок | Національний кубок | Континентальні кубки | Континентальні кубки | Континентальні кубки | Інші змагання | Інші змагання | Інші змагання | Усього | Усього |
| Сезон                    | Команда                  | Ліга                     | Ігор      | Голів     | Ліга               | Ігор               | Голів              | Ліга                 | Ігор                 | Голів                | Ліга          | Ігор          | Голів         | Ігор   | Голів  |
| ------------------------ | ------------------------ | ------------------------ | --------- | --------- | ------------------ | ------------------ | ------------------ | -------------------- | -------------------- | -------------------- | ------------- | ------------- | ------------- | ------ | ------ |
| 2004–05                  | «Банфілд»                | ПД                       | 10        | 2         | -                  | -                  | -                  | -                    | -                    | -                    | -             | -             | -             | 10     | 2      |
| 2005–06                  | «Банфілд»                | ПД                       | 33        | 3         | -                  | -                  | -                  | -                    | -                    | -                    | -             | -             | -             | 33     | 3      |
| Усього за «Банфілд»      | Усього за «Банфілд»      | Усього за «Банфілд»      | 43        | 5         |                    |                    |                    |                      |                      |                      |               |               |               | 43     | 5      |
| 2006–07                  | «Ліверпуль»              | ПЛ                       | 3         | 0         | КА+КЛ              | 0+3                | 0+1                | ЛЧ                   | 2                    | 0                    | СА            | 0             | 0             | 8      | 1      |
| 2007–08                  | «Бока Хуніорс»           | ПД                       | 21        | 3         | -                  | -                  | -                  | КЛ                   | 7                    | 1                    | КЧС           | 2             | 0             | 30     | 4      |
| 2008–09                  | «Бока Хуніорс»           | ПД                       | 16        | 0         | -                  | -                  | -                  | -                    | -                    | -                    | РПА           | 2             | 0             | 18     | 0      |
| 2009–10                  | «Бока Хуніорс»           | ПД                       | 22        | 2         | -                  | -                  | -                  | КПА                  | 2                    | 0                    | -             | -             | -             | 24     | 2      |
| Усього за «Бока Хуніорс» | Усього за «Бока Хуніорс» | Усього за «Бока Хуніорс» | 59        | 5         |                    |                    |                    |                      | 9                    | 1                    |               | 4             | 0             | 70     | 6      |
| 2010–11                  | «Парма»                  | A                        | 27        | 0         | КІ                 | 1                  | 0                  | -                    | -                    | -                    | -             | -             | -             | 28     | 0      |
| 2011–12                  | «Парма»                  | A                        | 33        | 4         | КІ                 | 2                  | 0                  | -                    | -                    | -                    | -             | -             | -             | 35     | 4      |
| 2012–13                  | «Парма»                  | A                        | 35        | 1         | КІ                 | 1                  | 0                  | -                    | -                    | -                    | -             | -             | -             | 36     | 1      |
| 2013–14                  | «Парма»                  | A                        | 21        | 0         | КІ                 | 2                  | 0                  | -                    | -                    | -                    | -             | -             | -             | 23     | 0      |
| 2014-лют. 2015           | «Парма»                  | A                        | 7         | 0         | КІ                 | 2                  | 1                  | -                    | -                    | -                    | -             | -             | -             | 9      | 1      |
| Усього за «Парму»        | Усього за «Парму»        | Усього за «Парму»        | 123       | 5         |                    | 8                  | 1                  |                      | -                    | -                    |               | -             | -             | 131    | 6      |
| лют.-черв. 2015          | «Мілан»                  | A                        | 14        | 0         | КІ                 | 0                  | 0                  | -                    | -                    | -                    | -             | -             | -             | 14     | 0      |
| 2015–16                  | «Аталанта»               | A                        | 24        | 1         | КІ                 | 0                  | 0                  | -                    | -                    | -                    | -             | -             | -             | 24     | 1      |
| 2016–17                  | «Мілан»                  | A                        | 30        | 2         | КІ                 | 1                  | 0                  | -                    | -                    | -                    | СІ            | 1             | 0             | 32     | 2      |
| 2017-січ. 2018           | «Мілан»                  | A                        | 0         | 0         | КІ                 | 0                  | 0                  | ЛЄ                   | 1                    | 0                    | -             | -             | -             | 1      | 0      |
| Усього за «Мілан»        | Усього за «Мілан»        | Усього за «Мілан»        | 44        | 2         |                    | 1                  | 0                  |                      | 1                    | 0                    |               | 1             | 0             | 47     | 2      |
| 2018                     | «Цзянсу Сунін»           | СК                       | 24        | 0         | КК                 | 3                  | 0                  | -                    | -                    | -                    | -             | -             | -             | 27     | 0      |
| січ.-серп. 2019          | «Цзянсу Сунін»           | СК                       | 12        | 0         | КК                 | 1                  | 0                  | -                    | -                    | -                    | -             | -             | -             | 13     | 0      |
| Усього за «Цзянсу Сунін» | Усього за «Цзянсу Сунін» | Усього за «Цзянсу Сунін» | 36        | 0         |                    | 4                  | 0                  |                      | -                    | -                    |               | -             | -             | 40     | 0      |
| лист. 2019-черв. 2020    | «Монца»                  | C                        | 7         | 1         | КІ-C               | 0                  | 0                  | -                    | -                    | -                    | -             | -             | -             | 7      | 1      |
| 2020–21                  | «Монца»                  | B                        | 20+1      | 1         | КІ                 | 0                  | 0                  | -                    | -                    | -                    | -             | -             | -             | 21     | 1      |
| 2021–22                  | «Монца»                  | B                        | 18+2      | 0         | КІ                 | 1                  | 0                  | -                    | -                    | -                    | -             | -             | -             | 21     | 0      |
| 2022-лют. 2023           | «Монца»                  | A                        | 0         | 0         | КІ                 | 1                  | 0                  | -                    | -                    | -                    | -             | -             | -             | 1      | 0      |
| Усього за «Монцу»        | Усього за «Монцу»        | Усього за «Монцу»        | 45+3      | 2         |                    | 2                  | 0                  |                      | -                    | -                    |               | -             | -             | 50     | 2      |
| Усього за кар'єру        | Усього за кар'єру        | Усього за кар'єру        | 379       | 20        |                    | 18                 | 2                  |                      | 12                   | 1                    |               | 5             | 0             | 414    | 23     |

### Статистика виступів за збірну
| Дата           | Місто  | Господарі | Результат | Гості      | Турнір                   | Голи | Примітки |
| -------------- | ------ | --------- | --------- | ---------- | ------------------------ | ---- | -------- |
| 5 березня 2014 | Мадрид | Іспанія   | 1 – 0     | Італія     | товариський матч         | -    |          |
| 31 травня 2014 | Лондон | Італія    | 0 – 0     | Ірландія   | товариський матч         | -    |          |
| 4 червня 2014  | Верона | Італія    | 1 – 1     | Люксембург | товариський матч         | -    |          |
| 14 червня 2014 | Манаус | Англія    | 1 – 2     | Італія     | ЧС 2014 - груповий раунд | -    |          |
| Усього         |        | Матчів    | 4         |            | Голів                    | 0    |          |

## Титули і досягнення
- Чемпіон Аргентини (1):

«Бока Хуніорс»:  Апертура 2008
- Переможець Рекопи Південної Америки (1):

«Бока Хуніорс»:  2008
- Володар Суперкубка Англії (1):

«Ліверпуль»:  2006
- Володар Суперкубка Італії з футболу (1):

«Мілан»: 2016
- Чемпіон світу (U-20): 2005